# Společenství prohlášených živých člověků
Společenství prohlášených živých člověků je společenství s rysy nového náboženského hnutí v České republice.
Společenství využívá různých dezinformací a konspiračních teorií pro obhájení svých tvrzení na základě kterých by se dala charakterizovat jako sekta. Jedno z jejích hlavních témat je tvrzení, že Česká republika neexistuje, protože se jedná o korporaci, všechny státní orgány jsou korporace a jakýkoli úkon, který provádí, je obchodní nabídkou. Obchodní nabídkou je typicky situace při porušení zákona a rozhodnutím policisty, či úředníka člena pokutovat. Členové společenství nemohou být občany České republiky, protože nesepsali žádnou smlouvu s korporací Česká republika, tudíž se na ni nemohou vztahovat žádné zákony této země.
Podle všeho propagátory tohoto společenství jsou členové české dezinformační scény, jako je například Tomáš Čermák, Pavel Zítko a Jana Peterková.
Podobné názory mají jiná uskupení, Svobodné seskupení djeržava Československaja a Společenství legitimních věřitelů, která tvrdí, že stále existuje Československo.

## Hlavní charakteristiky Sdružení
Společenství prohlášených živých člověků se vyznačuje především
- tvrzením o neexistenci České republiky ve smyslu státu, Česká republika a její orgány jsou součástí korporace Česká republika;
- odmítáním zákonů České republiky;
- vlastní pravidla pro označování osob, zákonů;
- vlastní vzdělávací systém s vlastními důrazy na témata ke vzdělání;
- velmi pozitivním vztahem k Rusku;

Společenství se inspirovalo některými myšlenkami z hnutí, která se objevila zejména ve Spojených státech a západní Evropě, jako jsou "Sovereign citizen movement" (vznik začátkem 70. let v USA), nebo "Freeman on the land movement" (vznik v Kanadě začátkem roku 2000). Tyto skupiny obecně odmítají státní autoritu a prosazují právo na samosprávu podle vlastních pravidel. Od roku 1995 FBI klasifikuje skupinu Sovereign citizen movement jako teroristickou s vyšším rizikem než jiné radikální organizace .
V Německu skupina Říšští občané s podobným konceptem plánovala státní převrat a obnovení Německé říše z doby před 1. světovou válkou.

## Porušování zákonů České republiky členy společenství
V posledních letech (cca od roku 2021) společenství vzbudilo ohlas českých médií v souvislosti s porušováním českých zákonů, jež je jedním z hlavních zaměření společenství. Někteří členové společenství již byli v souvislosti se svým postojem vůči zákonům České republiky pravomocně odsouzeni.
V březnu 2024 byl za opakované porušování zákazu řízení motorových vozidel odsouzen na pět měsíců do vězení člen Sdružení.
V srpnu 2024 byla v souvislosti s opakovaným neplněním školní docházky nezletilých dětí pravomocně odsouzena matka, která se prohlašuje za členku Sdružení. Děti nechodily do školy déle než 1,5 roku, soud děti přidělil otci. 